# Jacques François Perroud
Jacques François Perroud (1770-1822) est un corsaire français, célèbre pour sa capture du grand East Indiaman Lord Nelson, le 14 août 1803, et pour la vaillante résistance de son Bellone de 32 canons contre le puissant navire de 74 canons de la ligne HMS Powerful lors du combat naval du 9 juillet 1806.

## Biographie
Perroud nait en 1770 dans une famille bordelaise. À partir de 1796, il opère depuis l'île Maurice, commandant les corsaires Pichegrue et, à partir de 1799, Le Hasard.
Le 6 juillet 1799, il capture le navire marchand américain Aurore, commandé par le capitaine Sutter, et le ramène à Port-Louis. Le navire est réquisitionné pour transporter des prisonniers en France, et Perroud en prend le commandement, l'armant de huit canons et de 30 hommes. L'Aurore quitte Maurice le 23 août 1799 et arrive à Lorient le 9 mai 1800.
| - 1846, Musée national de la Marine de Paris - 1872, huile sur toile, musée des Beaux-Arts de Brest |

À partir de 1801, Perroud navigue sur la frégate Bellone de 34 canons de 8 livres, avec un équipage de plus de 200 hommes. Le 25 thermidor an XI (13 août 1803), il rencontre le grand East Indiaman Lord Nelson, armé de 20 canons de 18 et 6 canons de 12, avec un équipage de 150 hommes. Malgré son infériorité d'artillerie, Perroud réussit à aborder son adversaire à sa deuxième tentative et le capture. Toutefois, l'East Indiaman Lord Nelson est repris par les Anglais le 27 août 1803 alors qu'il se dirige vers la France avec un équipage de prise réduit. Pour ce fait d'armes, Perroud reçoit une hache d'abordage d'honneur. Le peintre Auguste Mayer célèbre l'exploit par deux peintures réalisées en 1842 et en 1872.
Lors de l'action du 9 juillet 1806, le Bellone est attaqué par le navire de 74 canons de la ligne HPowerful. Il tente de fuir pendant près de deux heures, échangeant des tirs avec un adversaire beaucoup plus puissant, avant de frapper ses couleurs. Perroud est félicité pour sa défense fougueuse ; William James, notamment, qualifie les actions de Perroud d'« extraordinaires ».
À partir de 1807, Perroud commande le Curieux, et, à partir de 1809, la Confiance (anciennement la frégate de la marine française Minerve). Le 3 février 1810, la Confiance est capturée par le HMS Valiant, commandé par le capitaine John Bligh,.
En 1810, Perroud est capitaine du navire corsaire Phénix, de Bordeaux. Il fait plusieurs prises avant que le HMS Aigle ne le capture, après une poursuite de 13 heures et 134 milles. Son vainqueur rend hommage au sens marin de Perroud pendant la chasse.